# Nicolás Enrique de Francia
Nicolás Enrique de Francia (Fontainebleau, 13 de abril de 1607 - Saint-Germain-en-Laye, 17 de noviembre de 1611), fue un príncipe francés de la casa de Borbón en Francia. Recibió los títulos de hijo de Francia y duque de Orleans, siendo el segundo hijo varón de los cuatro hijos del rey Enrique IV de Francia y de la italiana María de Médici. Este duque de Orleans fue brevemente heredero de los tronos de Francia y Navarra, luego de la muerte de su padre, durante el reinado de Luis XIII. Su nombre Nicolás en realidad es un error histórico, ya que este príncipe falleció sin recibir nombre propio.

## Biografía
Este príncipe, titulado duque de Orleans, es el cuarto hijo del rey Enrique IV de Francia (1553-1610) y María de Medici (1575-1642), nacida princesa de Toscana. Nació, como el resto de los hermanos reales, en la sala Oval (más tarde conocida como el “salón Luis XIII”) del castillo real de Fontainebleau el 13 de abril de 1607.

### El príncipe sin nombre
Según la tradición, ya desde principios del siglo XVII, el segundo hijo del rey recibía el Orleans como prerrogativa, y el tercer hijo el Anjou; sin embargo, esto no sucedió naturalmente con los hijos de Enrique IV. Malherbe indica que el rey acabó accediendo a conferirle el nombre de “Monsieur d'Orléans”, pero “de forma titular y no de otra manera”.
Este uso fue muy conveniente, porque permitió designar a los jóvenes príncipes siempre que no hayan recibido el bautismo completo, sino que solo hayan sido recibido aguas de socorro. De hecho, era costumbre en la familia real de Francia esperar a nombrar a sus hijos solo en el momento de su bautismo solemne. Este fue el caso de su hermano mayor Luis XIII, nacido en 1601, y que no recibió su primer nombre hasta 1606, según informó Pierre de L'Estoile.
El pequeño duque de Orleans, falleció antes de la ceremonia solemne, y por lo tanto no fue nombrado, así lo demuestra su certificado de defunción conservado en los registros parroquiales de Saint-Germain-en-Laye.
Ninguna fuente contemporánea da nombre de pila a este pequeño duque de Orleans. Así, el Mercure de France simplemente informa que «El lunes después de Pascua, el dieciséis de abril, la reina dio a luz en Fontainebleau a un hijo, que fue nombrado duque de Orleans».
Uno de sus médicos, Rodolphe Le Maistre, solo lo llama “Monseigneur d'Orléans” en el relato de su última enfermedad. Finalmente, el médico del joven Luis XIII, Jean Héroard, en su célebre Diario, tampoco menciona ningún nombre de pila.

El padre Anselme, famoso genealogista agustino, confirma que este príncipe no fue nombrado:
«N... de Francia, duque de Orleans, nacido en Fontainebleau el 16 de abril de 1607, entre las diez y las once de la noche, murió sin ser nombrado en S. Germain en Laye el 17 de noviembre de 1611, de una fiebre letárgica, muy lamentado.»
Sin embargo, desde la segunda mitad del siglo XVII ciertas obras han transformado la «N...» que significa sin nombre, en Nicolás. Este pequeño error, aunque recurrente, ha sido señalado por varios historiadores, como Georges Lacour-Gayet, así como Eudore Soulié y Édouard de Barthélemy.
Entre los historiadores actuales, Philippe Delorme y Philippe de Montjouvent también se refieren al uso del nombre de pila Nicolás, indicando que los biográfos habrían difundido este error copiándose unos a otros.
No obstante, el primer nombre de Nicolas todavía se encuentra en obras recientes, especialmente en Michel Carmona, Marie de Medici y Jean-Pierre Babelon, Henri IV (2009).

### Un niño endeble
Según Louis Batiffol, biógrafo de María de Médici, que se basa en los relatos de la época, el niño es enfermizo, frágil, “dotado de una cabeza enorme sobre un cuerpo esquelético, [ha] sufrido desde sus primeros días. […] Deambulaba, constantemente con dolor”.
Tenía tres años cuando su padre fue asesinado, aunque le sobrevivió año y medio.
A una edad muy joven, se le había comprometido con María de Borbón, duquesa de Montpensier, heredera de la Casa de Borbón-Montpensier. Maria fue la heredera más grande de la época y la futura madre de la Grande Mademoiselle.
Nicolás Enrique murió a la corta edad de cuatro años como resultado de un ataque epiléptico. Cuando murió, «se le abrió el cráneo, “se le llenó el cerebro de catarro y todo estropeado, lleno de agua negra, y el cerebelo se arrugaba en los dedos al tocarlo”.»
El título de duque de Orleans volvió de nuevo a la corona y se le dio más tarde a su hermano menor Gastón, que le sobrevivió durante cuatro décadas. Su hermano fue quien se casaría con María en 1626. 
Fue enterrado en la Basílica de Saint Denis, en las afueras de París.

### «Un alma tan hermosa»

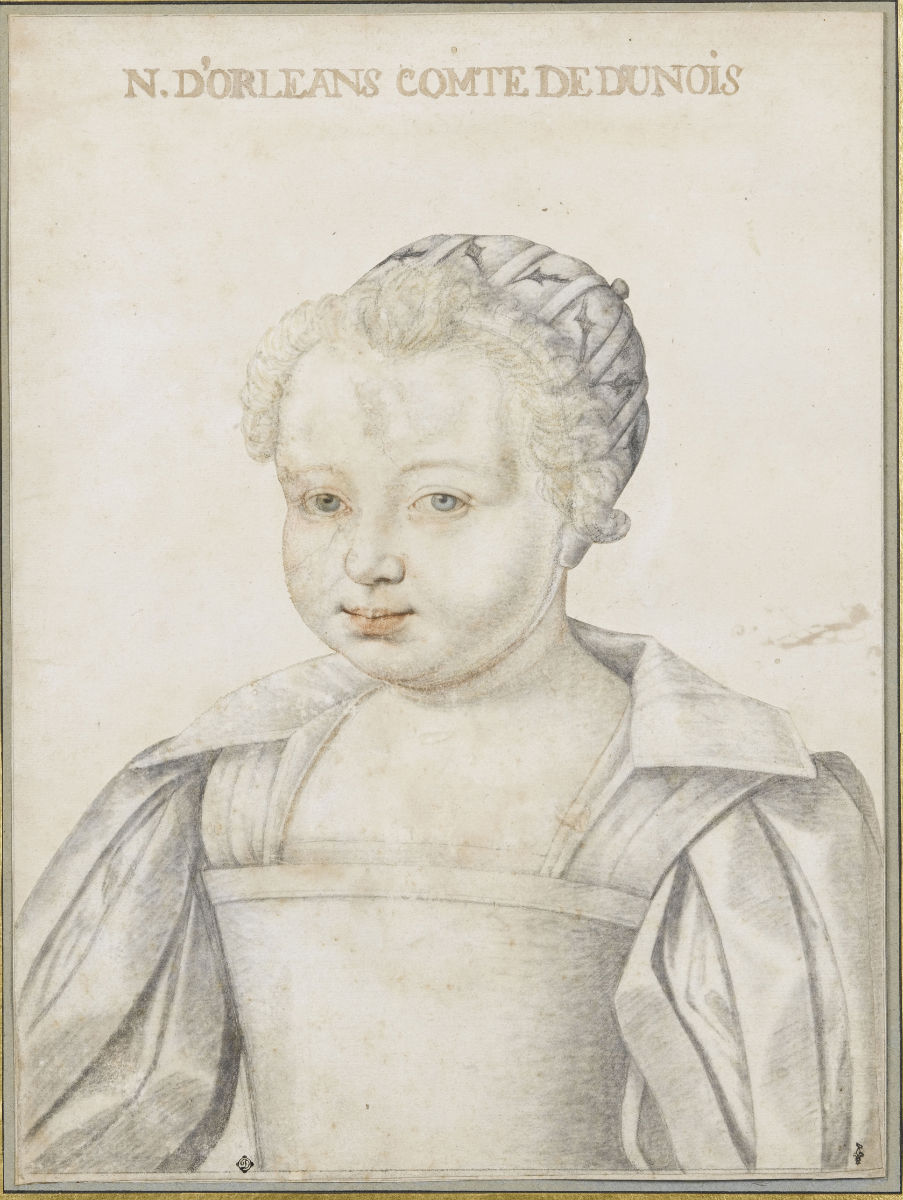
N de Francia, por Daniel Dumonstier.

François Tristan L'Hermite, quien al haber vivido en compañía de los hijos de Francia, permite conocer a este niño de una manera completamente diferente. En Le page disgracié, relata la agudeza del pequeño duque, que no es solo el niño enfermo y sufrido descrito por Louis Batiffol. Reconocido por su talento como narrador, Tristan L'Hermite, siendo todavía un niño, con frecuencia contaba historias a los niños, incluido el duque de Orleans. Pero antes, realizó un retrato muy halagador:
«Este joven sol entre nuestros príncipes aún no había alcanzado un brillo, y dio tantas esperanzas por sus cualidades divinas, que fue una maravilla incomparable. Tenía un rostro extremadamente bello, pero era aún más aventajado en mente y juicio, y casi siempre decía cosas tan razonables y sensatas que deleitaba con asombro a todo el que estaba cerca de él. […] Solo notaré aquí un rasgo infantil de su tendencia natural a la misericordia. Una noche, cuando tuvo alguna leve indisposición, su institutriz, una dama sabia y prudente, y que hizo famoso su nombre por su virtud, se le ocurrió mandar a buscarme para que le entretuviera unas horas con mis fabulosos cuentos; […] Recurrí a las fábulas de Esopo[…] Su salud requería que permaneciera algún día en reposo, tuve el honor de entretenerlo varias veces […] Llegué a contarle cierta aventura de un lobo y un cordero que bebían juntos de una fuente.»
Luego sigue la historia de esta conocida fábula, en la que el lobo acusa al cordero de cierta falta:
«Cuando el cordero se fue, no pudo haber sido él, ya que solo había nacido hace dos meses. Entonces, este joven príncipe, viendo hacia dónde tendia la cosa, sacó apresuradamente sus bracitos de la cama y me gritó con voz asustada, casi con lágrimas en los ojos: "¡A! pajecito, veo que vas a decir que el lobo se comió el cordero. Le ruego que diga que no se lo comió". Este rasgo de piedad fue expresado con tanta ternura y de una manera tan agradable que deleitó en la admiración a todos los que lo observaron, y a mí, me conmovió tan notablemente que esta consideración me hizo cambiar de inmediato el final de acuerdo con los sentimientos de esta pequeña maravilla. […] Esta flor divina [el príncipe] no era una de esas flores que se llaman eternas, sino un lirio que no duraba muchas mañanas. La tierra la devolvió al cielo, antes de que la hubiera conservado más que un lustro. Y Europa perdió con su muerte grandes esperanzas y grandes temores. Los más excelentes médicos fueron llamados a su enfermedad; y como los de esta profesión nunca coinciden en sus juicios, dieron opiniones diferentes sobre cómo tratarlo durante su enfermedad, y no cesaron su disputa después de que él dejó de vivir. Sin embargo, todos se vieron obligados a admitir que existía algún mal principio en la constitución del cuerpo de este joven príncipe, que le impedía retener por más tiempo su hermosa alma, que hizo conocer, poco antes que ir allá arriba, que todo era luminoso. Toda la corte lo lloró».

## Títulos y honores

Escudo del Duque de Orleans con la corona de un "Hijo de Francia", rodeado por los collares de las Órdenes del Espíritu Santo y de San Miguel.

El príncipe se tituló duque de Orleans, y como hijo menor de un rey de Francia, recibió al nacer el nombre de hijo de Francia. A partir del siglo XVII, se utilizó el predicado de alteza real para calificar a los hijos de Francia, aunque se les suele llamar Monsieur seguido de su infantazgo.

### Honores
- Collar de la Orden del Espíritu Santo.
- Collar de la Orden de San Miguel.

El edicto de Enrique IV del 22 de abril de 1607 permite a los hijos de Francia recibir el collar y el cordón del Espíritu Santo una vez hayan recibido las aguas de socorro. Además, desde el nacimiento de Luis, delfín de Francia (futuro Luis XIII) en 1601, el collar de San Miguel se ha entregado con motivo del bautismo de los hijos de Francia.